# Ligne Yamanote
La ligne Yamanote (山手線, Yamanote-sen, littéralement la « ligne du côté de la montagne ») est une ligne ferroviaire de la compagnie JR East au Japon. C'est l'une des lignes les plus chargées de Tokyo car elle dessert les principaux centres de la ville (Tokyo est une ville polycentrique) : Shinjuku, Shibuya, Marunouchi et la gare de Tokyo, Ueno, Akihabara et Ikebukuro. La ligne Yamanote a la particularité d'être circulaire et son tracé délimite officieusement le « centre » de Tokyo.
Officiellement, la ligne Yamanote ne désigne que les 2 voies pour les trains locaux entre les gares de Shinagawa et Tabata via Shinjuku, les trains empruntant ensuite des voies des lignes Tōhoku et Tōkaidō pour terminer la boucle. Cependant l'usage fait que l'ensemble de la boucle constitue la ligne Yamanote.

## Description
La ligne circulaire suit un ovale allongé dans l'axe nord-sud (environ 12 km de long sur 6 km dans la largeur est-ouest). Elle fait 34,5 km de long et le temps de parcours total est d'environ une heure. Ses trains sont de couleur acier avec des bandes vertes. Dans les automotrices série E231 (11 voitures), deux voitures étaient munies de 6 portes et de banquettes rabattables. Il n'était pas permis de déployer ces banquettes pendant les heures de pointe. À partir de 2011, ces voitures ont été remplacées par de nouvelles, dotées de 4 portes par face et de sièges longitudinaux fixes. En 2005, chaque jour une moyenne de 3,55 millions de passagers empruntent la ligne Yamanote, soit 1,3 milliard pour l'année.
Les trains circulent de 4 h 30 du matin à 1 h 20 avec une cadence d'un train toutes les deux minutes aux heures de pointe. Une boucle complète nécessite entre 58 et 59 minutes. Tous les trains s'arrêtent à toutes les gares. Les trains sont mis en service à la gare d'Ōsaki (qui sert donc de départ et de terminus de la ligne) mais quelquefois aussi des gares d'Ikebukuro et Shinagawa. Les trains qui circulent dans le sens des aiguilles d'une montre sont aussi appelés soto-mawari (外回り, « cercle externe ») tandis que les « sens inverse » sont nommés uchi-mawari (内回り, « cercle interne »). Les trains circulent à gauche au Japon, tout comme la circulation automobile.

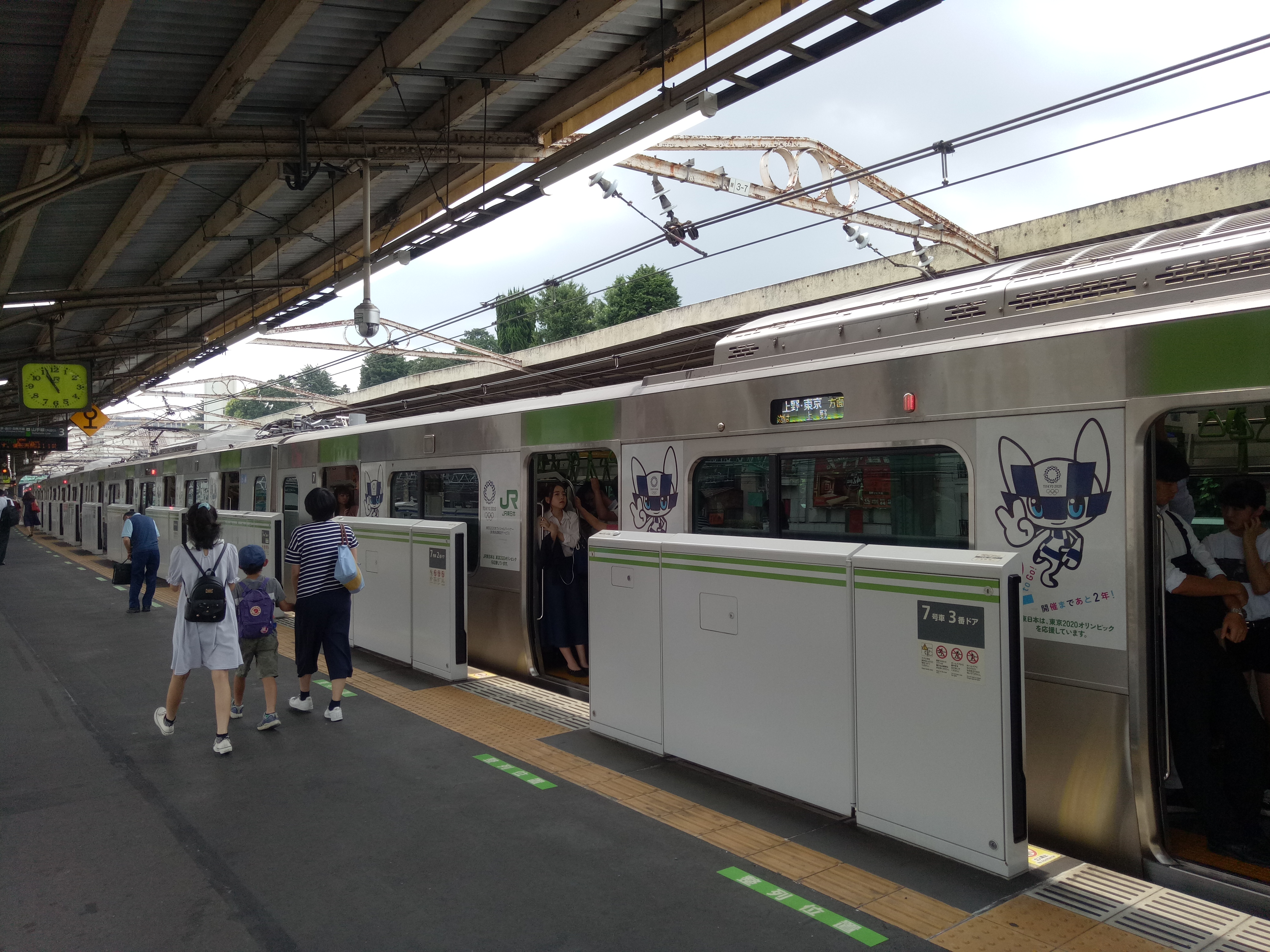
Portes palières à la gare d'Uguisudani.
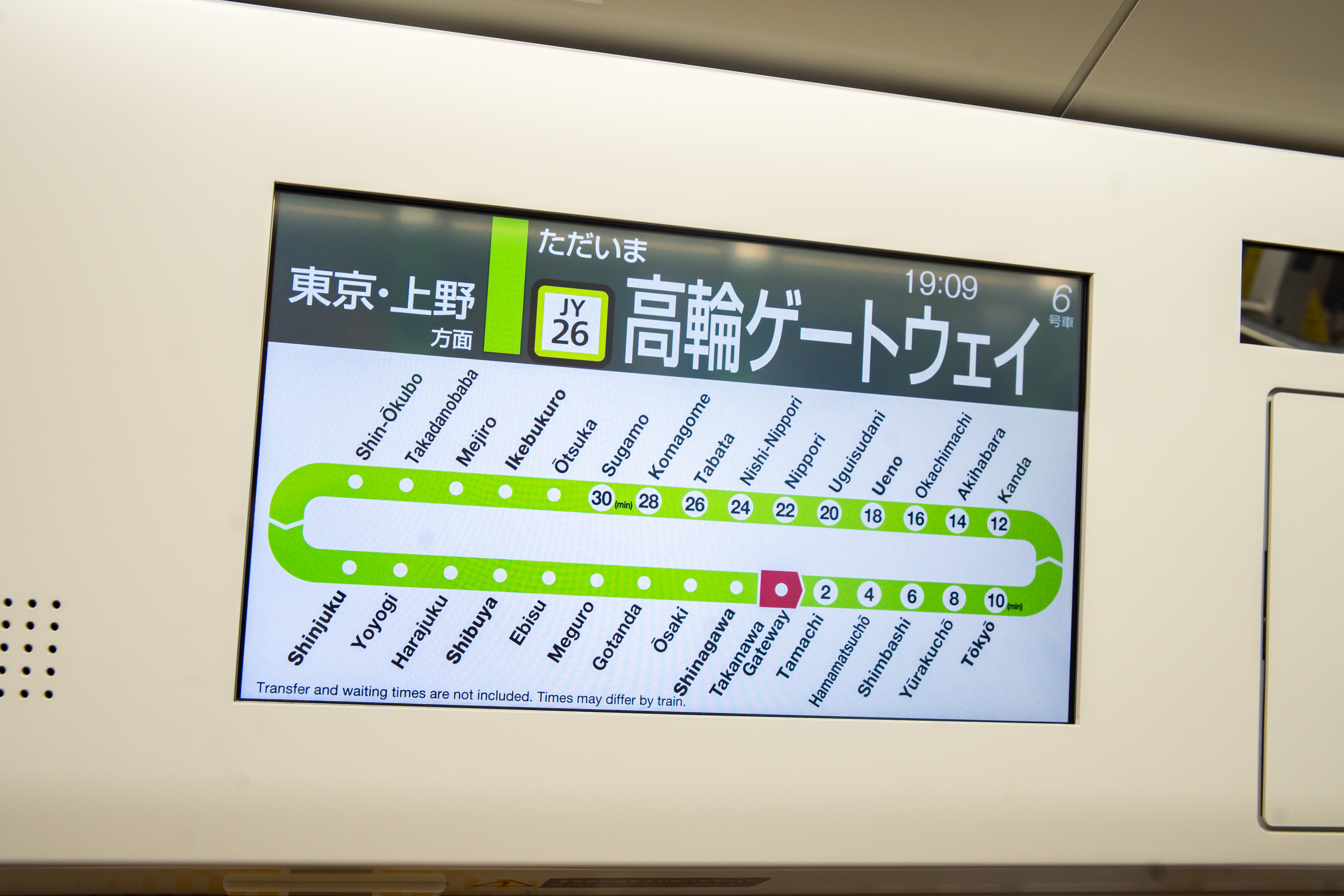
Affichage dans le train du circuit avec minutage (gares principales en gras).

## Historique

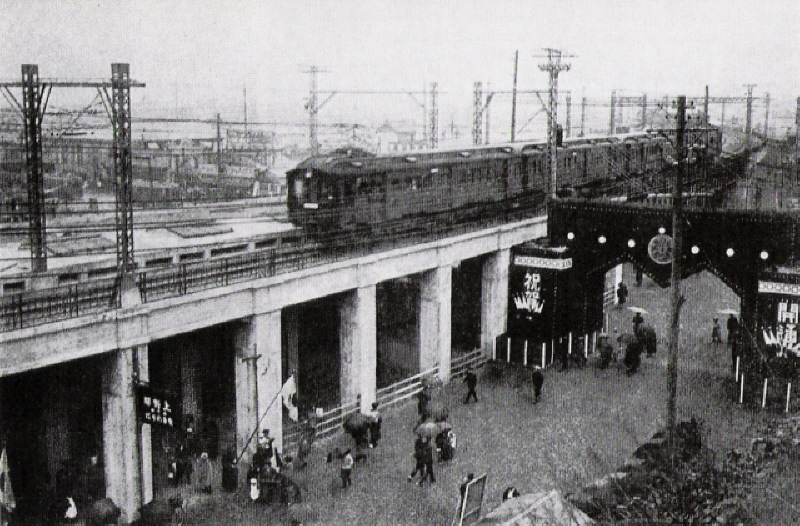
Ligne Yamanote en 1925.

L'origine de la ligne Yamanote remonte à la construction de la ligne Shinagawa en 1885 entre Shinagawa et Akabane, qui traverse alors les aires habitées et procure la première ligne nord-sud traversant Tokyo. La partie nord de la ligne qui relie Ikebukuro et Tabata a été construite en 1903 (alors la ligne Toshima (豊島線)). En 1909, à la suite de l'électrification, les deux lignes furent jointes pour constituer la ligne Yamanote. À cette époque, la boucle n'était pas complète, il fallait combiner avec les lignes Chūō et Keihin-Tōhoku, entre les gares de Nakano et Tokyo.
La boucle est complétée en 1925, avec l'ouverture de la section entre les gares de Kanda et Ueno, ce qui permit une liaison nord-sud via la gare de Tokyo en traversant le centre de la ville.
En 1971, la gare de Nishi-Nippori est reliée à la ligne. La gare de Takanawa Gateway, 30e gare de la ligne, ouvre au public le 14 mars 2020.
Depuis 2010, les quais des gares de la ligne sont progressivement équipés de portes palières.

## Dénomination
Le nom « yamanote » se réfère aux terres « intérieures », districts de collines ou piémonts, par opposition à la ville basse, « shitamachi » (下町). À Tokyo, le quartier Yamanote est situé à l'ouest et dans la boucle de la ligne Yamanote.
Yamanote-sen est écrite sans le kana no (の/ノ), ce qui rend la prononciation ambiguë. 山手 peut être prononcé yamate, comme dans Yamate-dōri (avenue Yamate) qui est parallèle à la partie ouest de la ligne Yamanote. La ligne Seishin-Yamate à Kobe et l'aire Yamate à Yokohama utilisent cette prononciation.
Après la Seconde Guerre mondiale, le commandant suprême des forces alliées ordonne que les noms des lignes de trains soient romanisés, et la ligne Yamanote a été romanisé en « Yamate line ». Ainsi jusqu'en 1971 les noms Yamanote et Yamate coexistèrent.
En 1971, la Japanese National Railways (JNR) change toute la signalétique des trains. Ce changement coïncide avec l'ouverture de la ligne Agatsuma, qui risquait d'être prononcée Azuma car le caractère ga est omis dans son écriture japonaise. Aussi dans le même mouvement, la JNR décida d'adopter l'écriture « Yamanote ».

## Gares
La ligne Yamanote comprend 30 gares numérotées de JY-01 à JY-30. Seules deux gares de la ligne n'offrent aucune correspondance avec une autre ligne de train ou de métro, il s'agit de Shin-Ōkubo et Mejiro.
Liste des gares dans le sens des aiguilles d'une montre au départ de Shinagawa :

Les gares de la ligne Yamanote

| Ligne1                  | Numéro           | Gare         | Distance2 | Distance2 | Correspondances | Correspondances | Localisation             |
| Ligne1                  | Numéro           | Gare         | Distance2 | Distance2 | JR East | Autres | Localisation             |
| ----------------------- | ---------------- | ------------ | --------- | --- | --- | --- | ------------------------ |
| Ligne Yamanote          | SGWJY25          | Shinagawa    | 2,2       | 0,0 | JT Ligne principale Tōkaidō JO Ligne Yokosuka JK Ligne Keihin-Tōhoku (R)3                                                                        | Ligne Shinkansen Tōkaidō Ligne principale Keikyū | Minato                   |
| Ligne Yamanote          | OSKJY24          | Ōsaki        | 2,0       | 2,0 | JS Ligne Shōnan-Shinjuku JA Ligne Saikyō | Ligne Rinkai | Shinagawa                |
| Ligne Yamanote          | JY23             | Gotanda      | 0,9       | 2,9 | | Ligne Tōkyū Ikegami Ligne Asakusa (A-05) | Shinagawa                |
| Ligne Yamanote          | JY22             | Meguro       | 1,2       | 4,1 | | Ligne Tōkyū Meguro Ligne Namboku (N-01) Ligne Mita (I-01) | Shinagawa                |
| Ligne Yamanote          | EBSJY21          | Ebisu        | 1,5       | 5,6 | JS Ligne Shōnan-Shinjuku JA Ligne Saikyō | Ligne Hibiya (H-02) | Shibuya                  |
| Ligne Yamanote          | SBYJY20          | Shibuya      | 1,6       | 7,2 | JS Ligne Shōnan-Shinjuku JA Ligne Saikyō | Ligne Keiō Inokashira Ligne Tōkyū Den-en-toshi Ligne Tōkyū Tōyoko Ligne Ginza (G-01) Ligne Hanzōmon (H-01) Ligne Fukutoshin (F-16)                                                                                           | Shibuya                  |
| Ligne Yamanote          | JY19             | Harajuku     | 1,2       | 8,4 | | Ligne Chiyoda (à la station Meiji-Jingūmae, C-03) | Shibuya                  |
| Ligne Yamanote          | JY18             | Yoyogi       | 1,5       | 9,9 | JBLigne Chūō-Sōbu | Ligne Ōedo (E-26) | Shibuya                  |
| Ligne Yamanote          | SJKJY17          | Shinjuku     | 0,7       | 10,6 | ■ Ligne principale Chūō JC Ligne rapide Chūō JB Ligne Chūō-Sōbu JS Ligne Shōnan-Shinjuku JA Ligne Saikyō                                         | Ligne Keiō Ligne nouvelle Keiō Ligne Odakyū Odawara Ligne Seibu Shinjuku (à la gare de Seibu-Shinjuku) Ligne Marunouchi (M-08) Ligne Shinjuku (S-01) Ligne Ōedo (à Shinjuku (E-27) et la station Shinjuku-Nishiguchi (E-01)) | Shinjuku                 |
| Ligne Yamanote          | JY16             | Shin-Ōkubo   | 1,3       | 11,9 | | | Shinjuku                 |
| Ligne Yamanote          | JY15             | Takadanobaba | 1,4       | 13,3 | | Ligne Seibu Shinjuku Ligne Tōzai (T-03) | Shinjuku                 |
| Ligne Yamanote          | JY14             | Mejiro       | 0,9       | 14,2 | | | Toshima                  |
| Ligne Yamanote          | IKBJY13          | Ikebukuro    | 1,2       | 15,4 | JS Ligne Shōnan-Shinjuku JA Ligne Saikyō | Ligne Seibu Ikebukuro Ligne Tōbu Tōjō Ligne Marunouchi (M-25) Ligne Yūrakuchō (Y-09) Ligne Fukutoshin (F-09) | Toshima                  |
| Ligne Yamanote          | JY12             | Ōtsuka       | 1,8       | 17,2 | | Ligne Toden Arakawa (tramway) à l'arrêt Ōtsuka Ekimae | Toshima                  |
| Ligne Yamanote          | JY11             | Sugamo       | 1,1       | 18,3 | | Ligne Mita (I-15) | Toshima                  |
| Ligne Yamanote          | JY10             | Komagome     | 0,7       | 19,0 | | Ligne Namboku (N-14) | Toshima                  |
| Ligne Yamanote          | JY09             | Tabata       | 1,6       | 20,6 | JK Ligne Keihin-Tōhoku (R) | | Kita                     |
| Ligne Principale Tōhoku | JY09             | Tabata       | 1,6       | 20,6 | JK Ligne Keihin-Tōhoku (R) | | Kita                     |
| JY08                    | Nishi-Nippori    | 0,8          | 21,4      | JK Ligne Keihin-Tōhoku | Ligne Chiyoda (C-16) Nippori-Toneri Liner | Arakawa |                          |
| NPRJY07                 | Nippori          | 0,5          | 21,9      | JJ Ligne Jōban JK Ligne Keihin-Tōhoku | Ligne principale Keisei Nippori-Toneri Liner | Arakawa |                          |
| JY06                    | Uguisudani       | 1,1          | 23,0      | JK Ligne Keihin-Tōhoku | | Taitō |                          |
| UENJY05                 | Ueno             | 1,1          | 24,1      | Shinkansen (Tōhoku, Jōetsu, Hokuriku, Yamagata, Akita) JJ Ligne Jōban JK Ligne Keihin-Tōhoku (R) JU Ligne Ueno-Tokyo Ligne Utsunomiya                                                                | Ligne principale Keisei (à la gare de Keisei Ueno) Ligne Ginza (G-16) Ligne Hibiya (H-17)                                                        | Taitō |                          |
| JY04                    | Okachimachi      | 0,6          | 24,7      | JK Ligne Keihin-Tōhoku | | Taitō |                          |
| AKBJY03                 | Akihabara        | 1,0          | 25,7      | JT Ligne Chūō-Sōbu JT Ligne Keihin-Tōhoku (R) | Tsukuba Express Ligne Hibiya (H-15) | Chiyoda |                          |
| KNDJY02                 | Kanda            | 0,7          | 26,4      | JC Ligne rapide Chūō JK Ligne Keihin-Tōhoku | Ligne Ginza (G-13) | Chiyoda |                          |
| TYOJY01                 | Tokyo            | 1,3          | 27,7      | Shinkansen (Tōhoku, Jōetsu, Hokuriku, Yamagata, Akita) JC Ligne rapide Chūō JK Ligne Keihin-Tōhoku (R) JE Ligne Keiyō JO Ligne Sōbu JT igne principale Tōkaidō JU Ligne Ueno-Tokyo JO Ligne Yokosuka | Ligne Shinkansen Tōkaidō Ligne Marunouchi (M-17)                                                                                                 | Chiyoda |                          |
| TYOJY01                 | Tokyo            | 1,3          | 27,7      | Shinkansen (Tōhoku, Jōetsu, Hokuriku, Yamagata, Akita) JC Ligne rapide Chūō JK Ligne Keihin-Tōhoku (R) JE Ligne Keiyō JO Ligne Sōbu JT igne principale Tōkaidō JU Ligne Ueno-Tokyo JO Ligne Yokosuka | Ligne Shinkansen Tōkaidō Ligne Marunouchi (M-17)                                                                                                 | Chiyoda | Ligne Principale Tōkaidō |
| JY30                    | Yūrakuchō        | 0,8          | 28,5      | JK Ligne Keihin-Tōhoku | Ligne Yūrakuchō (Y-18) Ligne Hibiya (à la station Hibiya, H-07) Ligne Chiyoda (à la station Hibiya, C-09) Ligne Mita (à la station Hibiya, C-09) | Chiyoda |                          |
| SMBJY29                 | Shimbashi        | 1,1          | 29,6      | JT Ligne principale Tōkaidō JO Ligne Yokosuka JK Ligne Keihin-Tōhoku | Ligne Ginza (G-08) Ligne Asakusa (A-10) New Transit Yurikamome                                                                                   | Minato |                          |
| HMCJY28                 | Hamamatsuchō     | 1,2          | 30,8      | JK Ligne Keihin-Tōhoku (R) | MO Tokyo Monorail Ligne Asakusa (à la station Daimon, A-09) Ligne Ōedo (à la station Daimon, E-20)                                               | Minato |                          |
| JY27                    | Tamachi          | 1,5          | 32,3      | JK Ligne Keihin-Tōhoku (R) | | Minato |                          |
| JY26                    | Takanawa Gateway | 1,3          | 33,6      | JK Ligne Keihin-Tōhoku (R) | | Minato |                          |
| SGWJY25                 | Shinagawa        | 0,9          | 34,5      | Voir ci-dessus. | Voir ci-dessus. | Minato |                          |

Notes :
1. Nom des tronçons de lignes
2. La colonne de gauche correspond à la distance depuis la gare précédente en kilomètres, et celle de droite est la distance totale depuis la gare de mise en service principale : Shinagawa.
3. (R) indique les arrêts des trains Rapid de la ligne Keihin-Tōhoku.

Tous les trains de la Yamanote sont des locaux (i.e omnibus) : cependant des trains Express ou Rapid de la JR East sont accessibles dans le centre de Tokyo en utilisant d'autres lignes et/ou correspondances. Ces lignes sont les suivantes :
- JA Ligne Saikyō et JS ligne Shōnan-Shinjuku : Ōsaki - Ebisu - Shibuya - Shinjuku - Ikebukuro
- JK Ligne Keihin-Tōhoku : Tabata - Ueno - Akihabara - Tokyo - Hamamatsuchō - Tamachi - Shinagawa (cependant les trains Rapid ne circulent qu'entre 10h20 et 15h30 et les quais sont partagés avec la Yamanote pour les stations Tabata et Tamachi)
- JJ Ligne Jōban : Nippori - Ueno - Tokyo - Shimbashi - Shinagawa
- JT Ligne principale Tōkaidō : Tokyo - Shimbashi - Shinagawa
- JU Ligne Ueno-Tokyo : Ueno - Tokyo - Shimbashi - Shinagawa
- JO Ligne Yokosuka : Tokyo - Shimbashi - Shinagawa (ligne souterraine)

## Matériel roulant
La ligne Yamanote est parcourue par des rames automotrices série E235 à 11 voitures. Elles ont complètement remplacé les rames E231-500 au mois de janvier 2020. 

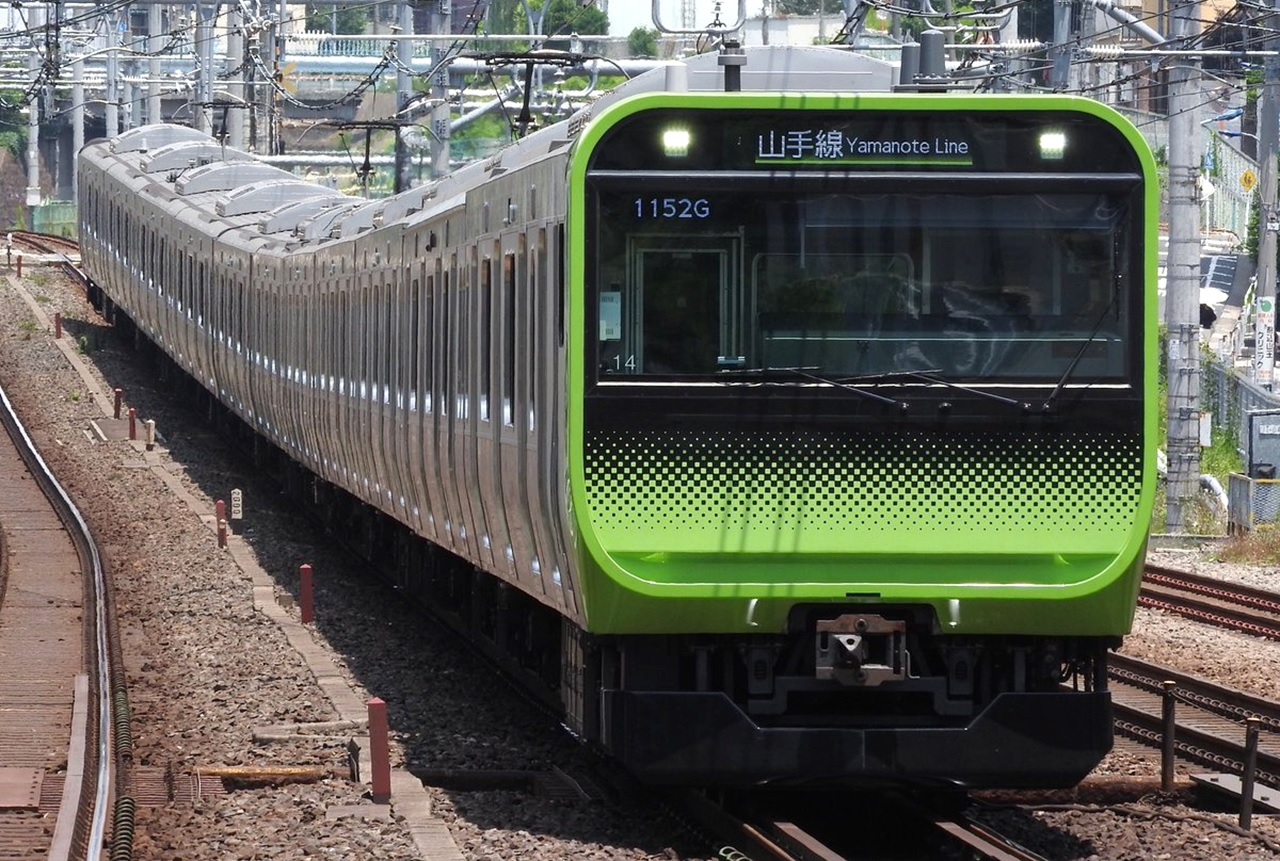
Automotrice série E235.
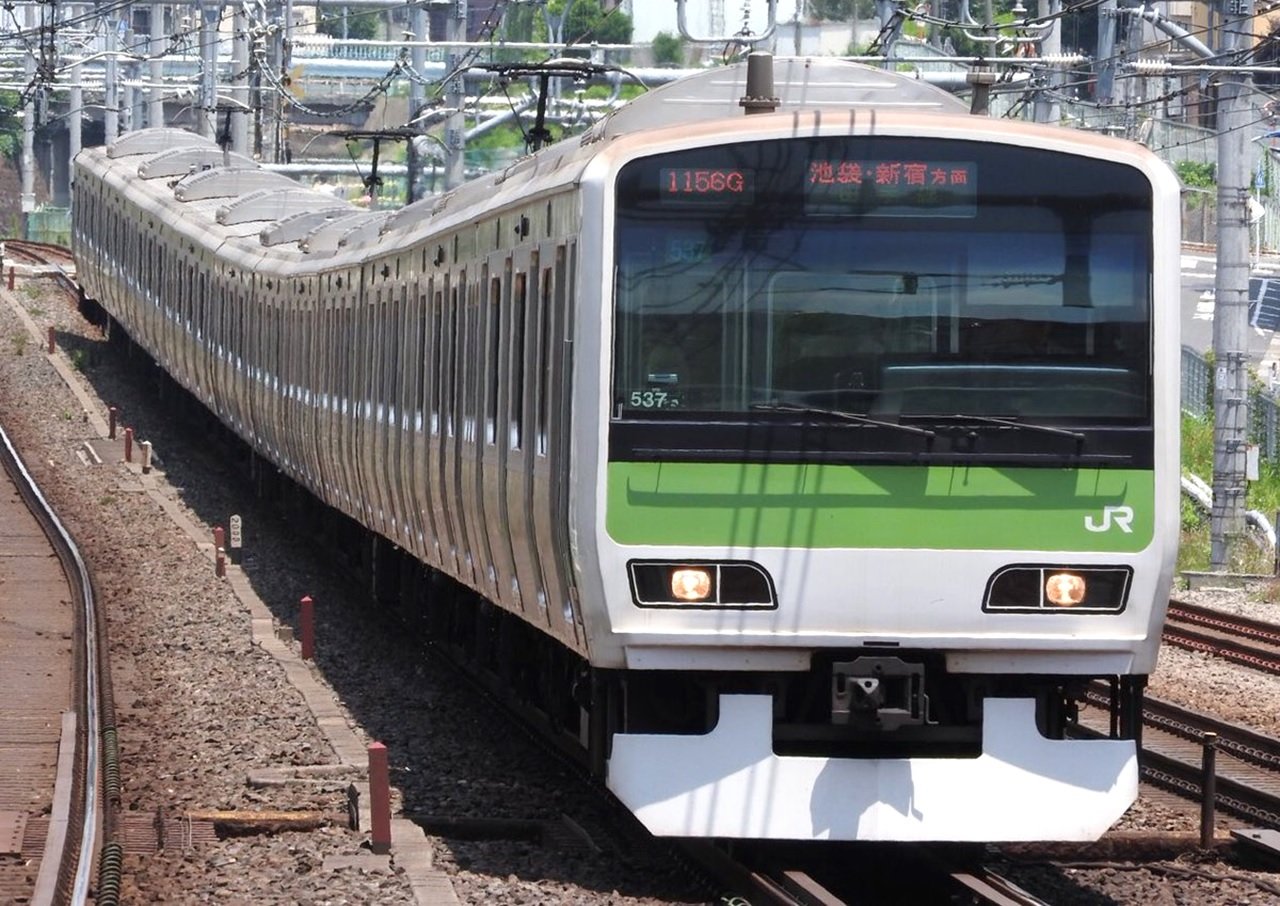
Automotrice série E231-500.